# Большой каньон (Крым)
Большой каньон Крыма (укр. Великий каньйон Криму) — крупный каньон на полуострове Крым. Сформировался в верхнеюрских массивных (неслоистых) известняках под действием водной эрозии около 1,5—2 миллионов лет назад на месте тектонической трещины. Находится в Крымских горах в 5 км на юго-восток от села Соколиного Бахчисарайского района. Является северо-восточной границей Ай-Петринского массива, массива горы Бойка. Глубина каньона превышает 320 м, длина 3,5 км, ширина в некоторых местах не превышает 3 м. Абсолютная высота ложа каньона около 500—600 м.

## Геоморфологическая история образования

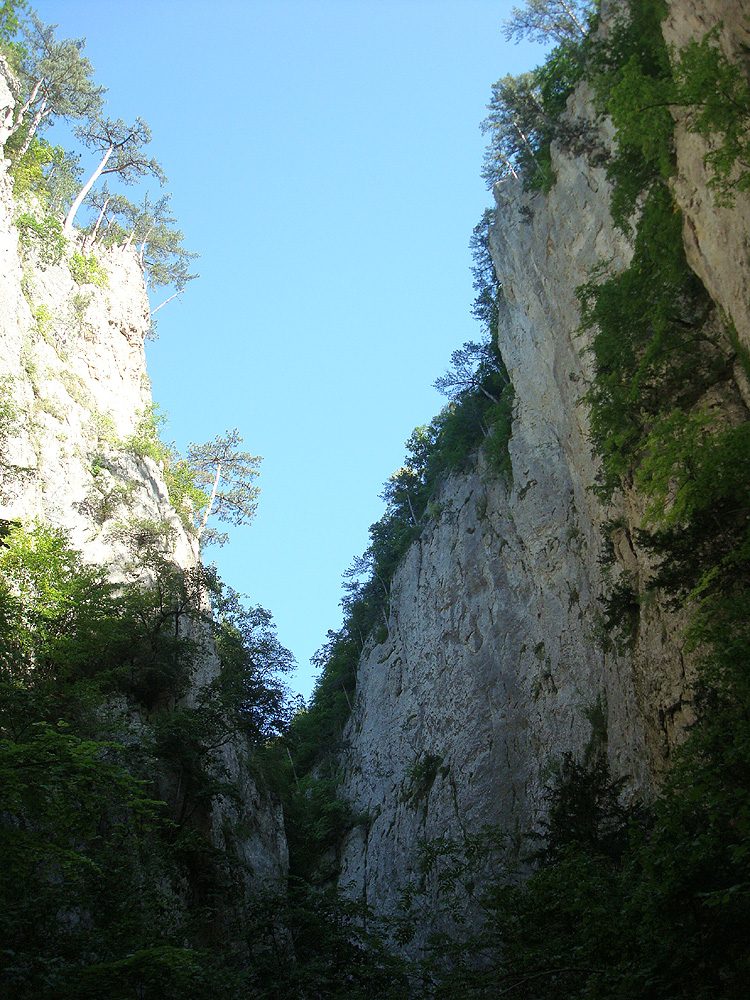
Ущелье Большого каньона

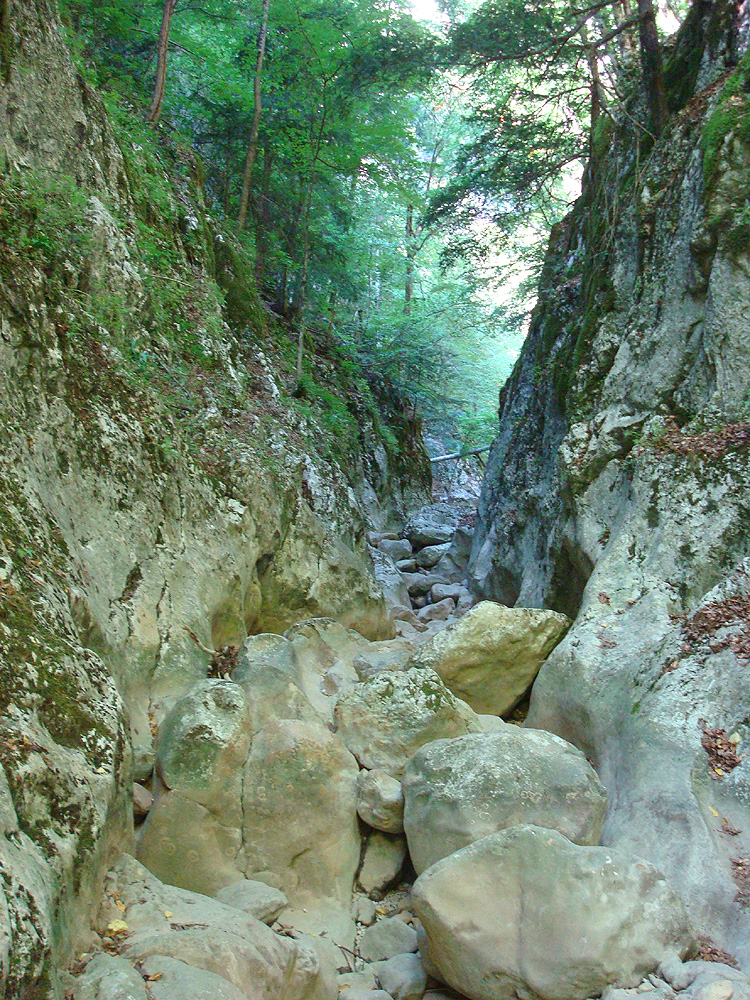
Сужение склонов Большого каньона

Геоморфология — наука, изучающая рельеф и причины его образования — объясняет возникновение Большого каньона Крыма несколькими факторами. Первоначально, около 200 млн лет назад на месте полуострова было море Тетис, на дне которого длительное время отлагались слоями остатки живых организмов. В результате поднятий и опусканий, разломов, сдвигов и изгибаний земных слоев, неоднократного разрушения твердых пород на суше, накопления осадков в водной среде — когда эта территория опускалась и затапливалась водой — в чрезвычайно длительных и сложных условиях образовались горные породы в основании каньона. Это песчаники, алевролиты, аргиллиты. Выше уже лежат более молодые породы: это так называемый флиш — «слоеный пирог» из переуплотненной глины, перемежающейся песчаниками (таврическая серия). На флише громоздятся карбонатные породы известняка, — всё это отложения останков живых организмов в теплой водной среде. Нижние, средние слои и карбонаты — это юрский период геологической истории Земли, который длился всего 56 млн лет. Наиболее красивый и выразительный в рельефе слой известняка формировался последние 25 млн лет. Затем Крым поднялся из воды и обсох. Это произошло 137 млн лет назад. Затвердевшие слои горных пород стали хрупкими и в результате подвижек земной коры, стали трескаться. В районе Большого каньона образовалась глубокая трещина. Теперь за работу принялась вода. Вода не только «точит» песчаной взвесью каменное ложе каньона, но и растворяет горные породы, в особенности известняк. Континент Африка со скоростью 2-8 см в год пододвигается на север и поворачивается по часовой стрелке. На границе столкновения с Европейской плитой основание африканской плиты «подныривает» под Европу, тем самым приподнимая выше лежащие пласты горных пород. Крым быстро поднимается, а вода растворяет и протачивает узкую щель Крымского каньона. Миллионы лет неустанного подъёма Крыма и неустанной работы поверхностных вод и создали тот облик гигантской расселины в земной коре, которую мы сегодня наблюдаем.

## Природные особенности

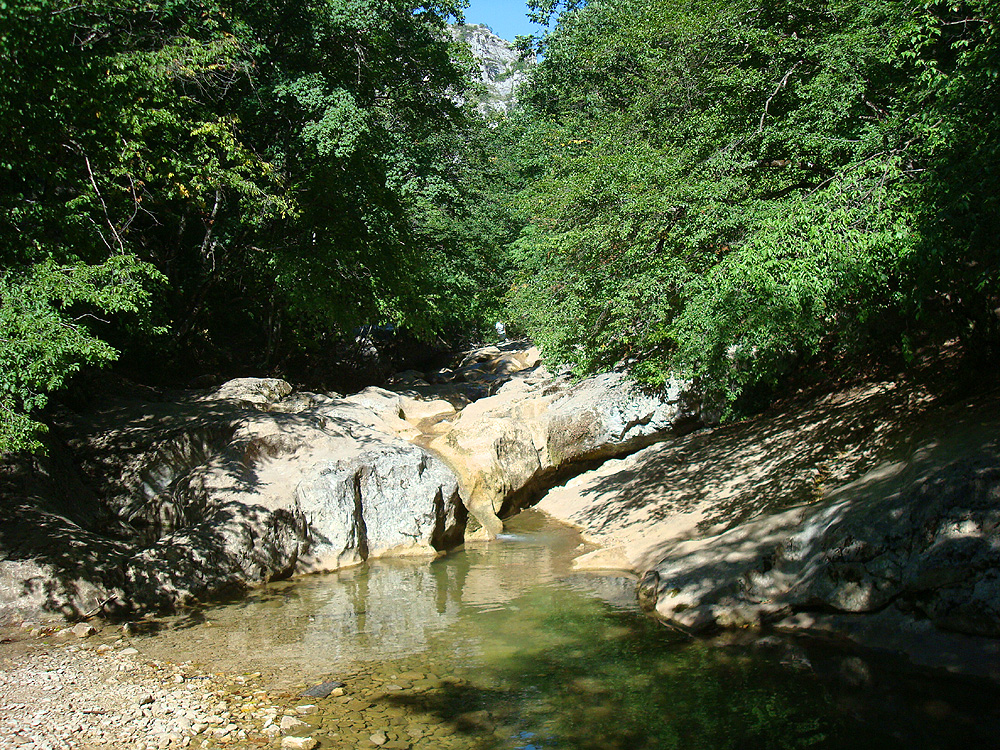
Рельеф дна Каньона

В результате действия водной эрозии образовалось русло каньона, представляющее собой впадину с гладкими стенами по бортам, с нагромождениями глыб и валунов на дне, с порогами (т.е выходами более твёрдых горных пород), водопадами до 3-4 метров высотой и с эрозионными котлами (так называемыми ваннами) глубиной до 2,5 метров, шириной в оба борта и длиной до 10 м. Всего в каньоне насчитывается более 150 подобных котлов.

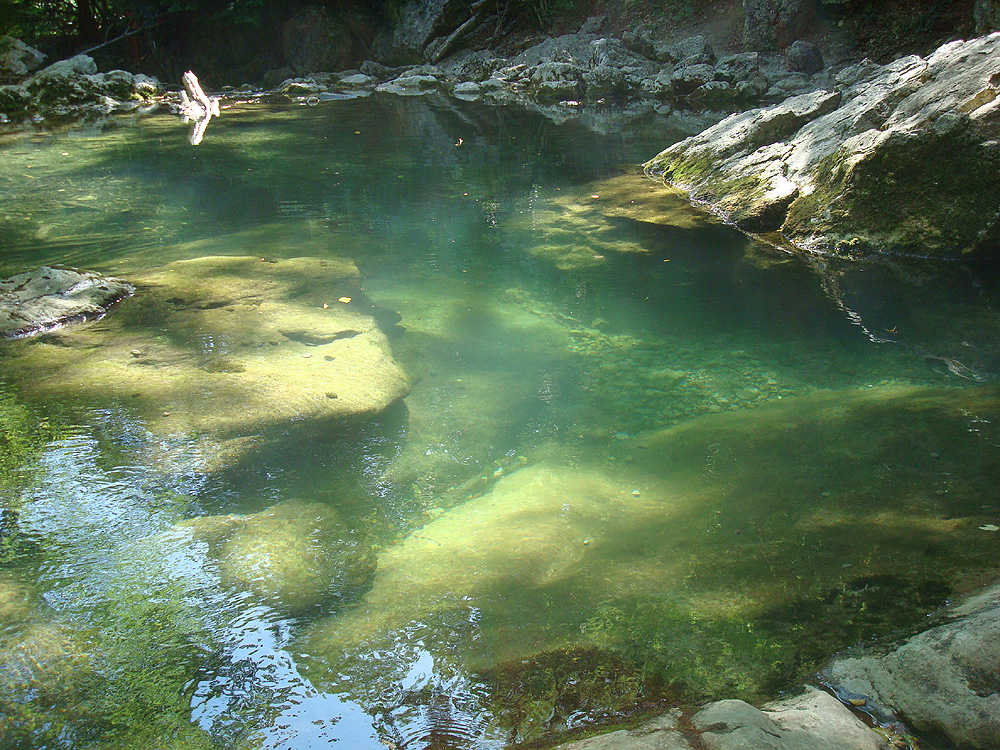
Голубое озеро в Большом каньоне

Каньон орошают многочисленные горные потоки, ручьи и источники (наиболее крупный из них называется Пания, имеет среднегодовой расход воды 350 литров в секунду), которые на выходе из ущелья сливаются в реку Аузун-Узень (крым. Устьевая или Ротовая река). Температура воды в реке и её притоках никогда не превышает +11ºС. От слияния рек Аузун-Узень и Сары-Узень образуется река Коккозка, являющаяся левым притоком наиболее многоводной реки Крыма — Бельбека. Только в период второй половины лета и осенью, когда выпадает мало осадков, каньон становится почти сухим и более доступным для осмотра. В дождь находиться в каньоне опасно, в каньоне усиливаются камнепады, по этой причине и в сухую погоду опасно подходить к стенам каньона. После многочасовых дождей по руслу несётся разрушительный водяной поток, сметающий на своём пути тяжёлые валуны.

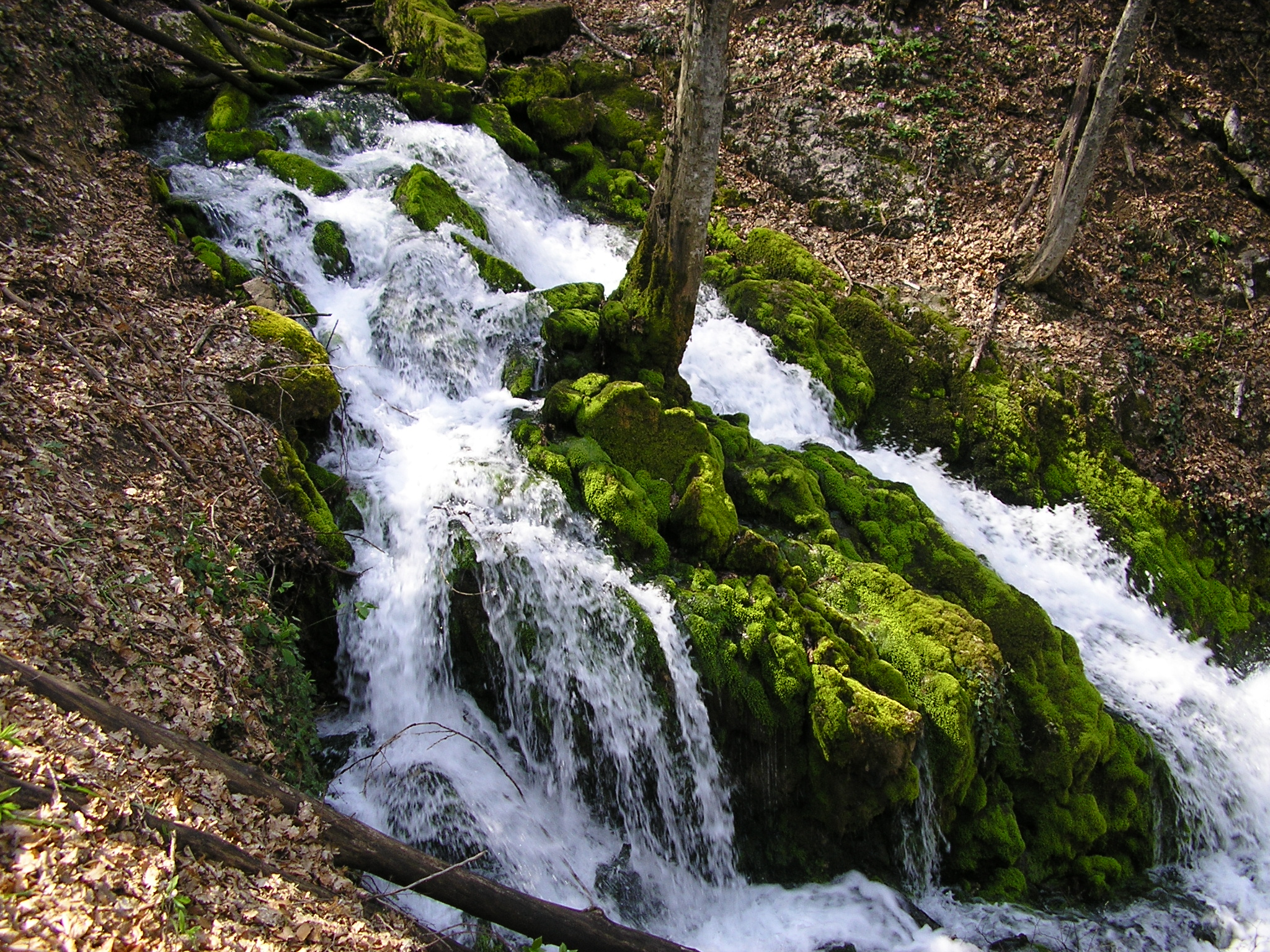
Источник Пания, крупнейший (370 л/с) карстовый источник Крыма. Впервые исследован и описан Н. В. Рухловым в 1915 г.

В Большом каньоне Крыма особый микроклимат, сформировавшийся благодаря его геоморфологическим особенностям и расположению. Он отличается от окружающей территории повышенной влажностью и пониженной температурой. Растительность здесь развивается с опозданием на 3-4 недели по сравнению с окружающими лесами. Но в ледниковую эпоху хорошо изолированный каньон стал убежищем для многих теплолюбивых растений.

## Флора и фауна каньона
Склоны каньона, сложенные светло-серыми и розоватыми известняками, местами поросли небольшими группами крымских сероствольных сосен. В нижней части ущелья растут широколиственные леса. Основные породы деревьев — граб, бук, ясень, дуб, полевой клён, рябина, липа. Подлесок состоит из кустарников: лещины, кизила, барбариса, крушины, скумпии, грабинника, в большом количестве представлен плющ обыкновенный. Особенностью флоры каньона является наличие более полутора тысяч деревьев третичного реликта — тиса ягодного. Старые тисы достигают 1,5 метра в обхвате и 10-15 метров высоты. Кроме того, в каньоне растут редкие виды папоротников, реликтовая подъязычная иглица, эндемичная камнеломка, более двух третей видов орхидей Крыма, среди которых очень редкая орхидея Венерин башмачок и другие растения.
Из фауны Большого каньона наиболее примечательным видом является ручьевая форель, обитающая в холодной, насыщенной кислородом, воде рек ущелья. Из млекопитающих часто встречается ёж, реже крымский вид ласки, крымский подвид барсука, косуля. Из птиц наиболее характерны: крымская московка, длиннохвостая синица, дятел, горихвостка, малиновка, пеночка и сойка. Из рептилий наиболее многочисленны ящерицы.

## История исследований и современное состояние
Каньон был хорошо известен местным жителям издавна, но впервые дал ему название «Большой каньон» и подробно описал профессор И. И. Пузанов в 1925 году. В 1923 г. он путешествовал с другом по яйле и первым в краеведческой литературе сделал описание каньона:

Облазив массив Бойка, скалистая поверхность которого ничем не отличалась от Ай-Петринской, форпостом которой он является, мы решили идти прямо на Ай-Петри… Прошагав с полчаса, мы вдруг оказались на краю бездонной расселины, протянувшейся параллельно Яйле. Заглянув с замиранием сердца в преградившую нам путь бездну, мы увидели, что на дне течёт река. Противоположный край расселины был так же абсолютно отвесен, как тот, на котором мы стояли. По прямому расстоянию до него было не больше 200—250 м. Через разделяющую нас бездну со свистом проносились белобрюхие стрижи.

Профессор И. И. Пузанов записал разговор с садовником, работавшим в юсуповском охотничьем доме:

Наши крестьяне рассказывают, что по ночам из расселины Аузун-Узеня доносятся дикие вопли, визги и хохот — то шайтаны справляют свои свадьбы…

И. И. Пузанов же впервые употребил названия Сторожевого, Соснового, Четвёртого и Пятого мысов. В Четвёртом мысе находится пещера Туар-Коба (Коровья пещера), издавна служившая местным жителям убежищем для скота.

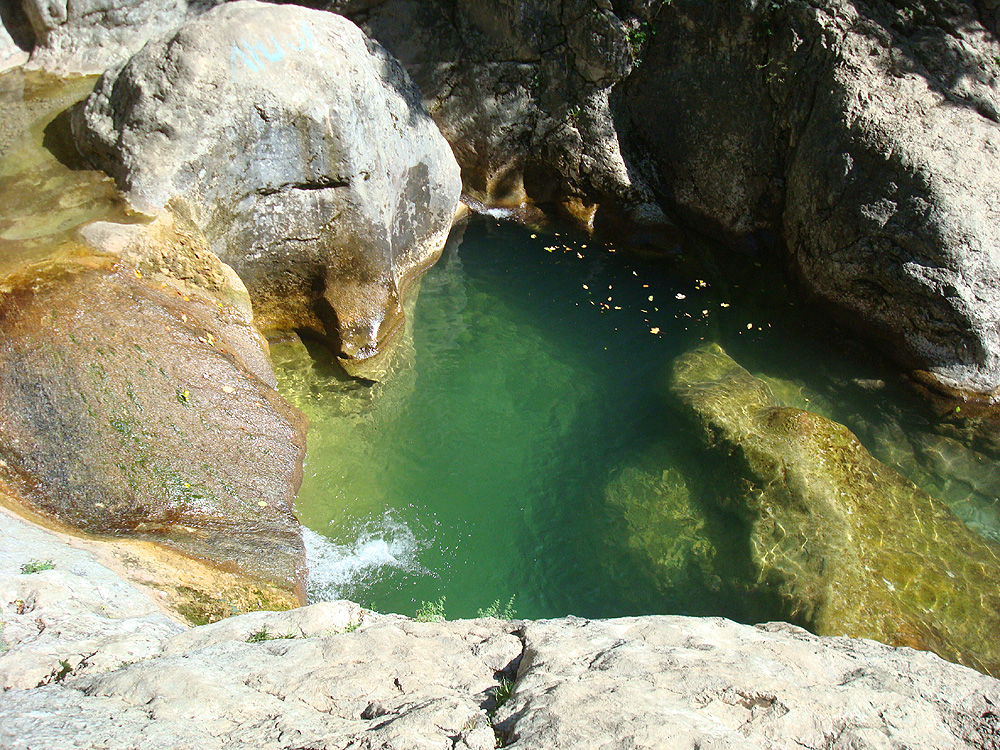
Ванна Молодости (озеро Кара-Голь)

Знали о ущелье и некоторые исследователи и краеведы. В 1906 году в научной статье «О новых для флоры Крыма папоротниках» его описал ботаник И. В. Ваньков. Географ Н. В. Рухлов в 1915 году в монографии «Обзор речных долин Горной части Крыма» довольно подробно охарактеризовал основные речки горного Крыма, в том числе и район Большого каньона. В путеводителе по Крыму Крымского общества естествоиспытателей, который был издан перед Первой мировой войной, имеется упоминание о том, что в районе Коккоз «есть интересное горное ущелье — „Каньон“». Ущелье было нанесено на топографические карты изданные до революции. В 1925 г. Ф. Ф. Шиллингер снял фильм «По Большому каньону Крыма». В 30-х годах экскурсия в каньон уже была включена в план Кокозской туристической базы. Описание ущелье появляется во всех путеводителях по Крыму.
Уникальная природа каньона обусловила необходимость особого отношения к ней. И уже в 1947 году Большой каньон Крыма был объявлен памятником природы, а с 1974 года территория каньона (более 300 га) постановлением Совета Министров УССР была объявлена ландшафтным заказником республиканского значения. На землях заказника запрещено рвать цветы, рубить деревья, разжигать костры, ночевать, устанавливать палатки, совершать любые действия, которые так или иначе могут нарушить экологическую обстановку. За состоянием заказника следят сотрудники Куйбышевского лесхоза, расположенного в посёлке Куйбышево (Бахчисарайский район). Ими же были разработаны специальные маршруты для осмотра территории.

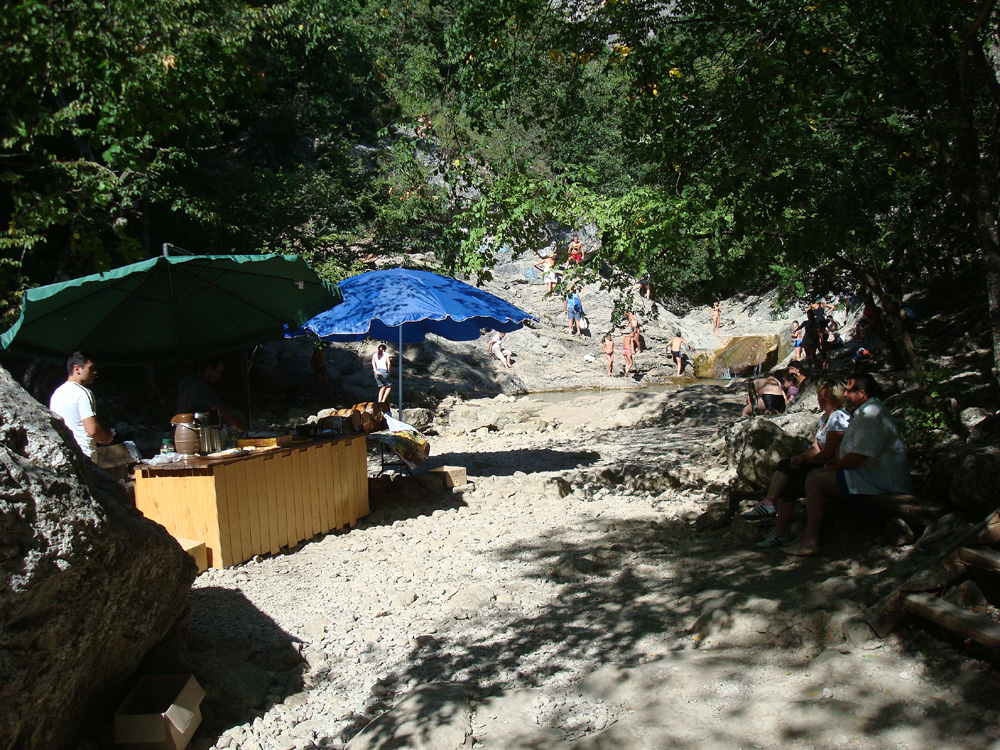
Торговля в Большом каньоне. 2009 год.

Наиболее посещаемыми объектами Большого каньона Крыма являются запрудное Голубое озеро, источник Пания и эворзионный котёл, заполненный родниковыми водами — так называемая Ванна Молодости. Такое название известно с начала 60-х, старое название — «Кара-голь» (Чёрное озеро). Исследователь Н. В. Рухлов так описывал это место:

На высоте 256 сажен расположена в русле ущелья вымоина в отложениях известняка, длина которой 2,5 сажени, ширина 1,5 сажени, глубина 1,5 сажени, в которой открывается источник Кара-Голь, но в эту же вымоину попадает вода из русла ущелья